# Nad Husowem
Nad Husowem (PLH180025) – projektowany specjalny obszar ochrony siedlisk, aktualnie obszar mający znaczenie dla Wspólnoty, położony na Pogórzu Dynowskim, o powierzchni 3347,7 ha. Znajduje się na terenie trzech powiatów: rzeszowskiego, przeworskiego i łańcuckiego.
Ochronie podlegają tu trzy siedliska
- żyzna buczyna karpacka (Dentario glandulosae Fagenion, Galio odorati-Fagenion)
- buczyna kwaśna (Luzulo-Fagetum)
- grąd środkowoeuropejski i subkontynentalny (Galio-Carpinetum, Tilio-Carpinetum)

Ponadto występują tu następujące gatunki wymienione w załączniku II:
- bóbr Castor fiber
- wydra Lutra lutra
- traszka grzebieniasta Triturus cristatus
- traszka karpacka Lissotriton montandoni
- kumak górski Bombina variegata
- zgniotek cynobrowy Cucujus cinnaberinus
- biegacz gruzełkowaty Carabus variolosus
- trzepla zielona Ophiogomphus cecylia
- modraszek telejus Phengaris teleius
- modraszek nausitous Phengaris nausithous
- czerwończyk nieparek Lycaena dispar
- krasopani hera Euplagia quadripunctaria

Większość terytorium obszaru wchodzi w skład Hyżnieńsko-Gwoźnickiego Obszaru Chronionego Krajobrazu (56,5%) i Przemysko-Dynowskiego Obszaru Chronionego Krajobrazu (17,97%). Na terenie obszaru znajduje się rezerwat przyrody Husówka.